# Landsmannschaft Teutonia München
Die Landsmannschaft Teutonia München ist eine pflichtschlagende, farbentragende Studentenverbindung im Coburger Convent (CC). Sie vereinigt Studenten und Alumni der Ludwig-Maximilians-Universität, der Technischen Universität und der Universität der Bundeswehr in Freundschaft auf Lebenszeit. Die Mitglieder der Landsmannschaft werden Teften oder Teutonen genannt. Sie ist die älteste heute noch bestehende Landsmannschaft Bayerns.

## Couleur und Wahlspruch
Die Teutonia hat die Farben grün-weiß-rosa, dazu wird eine grüne Mütze getragen. Die Füchse tragen ein rosa-weiß-rosa Band. Der Wahlspruch lautet seit der Übersetzung aus dem lateinischen in 1924 Einig und Stark.

## Geschichte

### Gründungszeit
Teutonia wurde am 18. Juni 1831 als „Verein Studierender Pharmazeuten“ gegründet, unter anderem von Johann Eduard Herberger. Entgegen der Angaben von Ohm – und der von Schindler/Hein, welche sich auf Ohm berufen – stand in den ersten Satzungen kein Paragraph, der die Aufnahme von Juden verbietet.
Bis zu seinem Tod 1852 übernahm Johann Andreas Buchner den Ehrenvorsitz des Vereins und machte ihn zu einem Mittelpunkt der pharmazeutischen Wissenschaft; der Großteil der Pharmaziestudenten wurde damals Mitglied; sein Nachfolger wurde sein Sohn Ludwig Andreas Buchner.
Seit 1871 werden die Farben grün-weiß-rosa getragen und die Begeisterung für das Studentische Fechten nahm zu.
In den 1870er Jahren bestand ein Freundschaftsverhältnis mit der Verbindung Corps Transrhenania München.
Am 2. Februar 1883 folgte die Umbenennung in die freischlagende Verbindung „Pharmacia“. Am 9. November desselben Jahres wurde das Fachprinzip aufgegeben und die Verbindung in „Teutonia“ umbenannt. 1883 wurde ein Paukverhältnis mit der Burschenschaft Arminia und den Verbindungen Transrhenania und Alania abgeschlossen. Teutonia, Transrhenania und Ratisbonia bildeten den Münchener Verbindungs-Convent (M.V.C.).
Am 13. Februar 1889 trat Teutonia dem Coburger Landsmannschafter Convent (CLC), einem Vorgängerverband des heutigen Coburger Convents, bei und wurde 1896 in das Goldkartell aufgenommen. 1894 wurde im CLC ein Arierparagraph eingeführt. 1908 wurde der CLC aufgrund einer Fusion mit dem Arnstädter LC 1906 in Deutsche Landsmannschaft (DL) umbenannt. Bis zum Beginn des Ersten Weltkrieges wuchs Teutonia bis auf 200 Mitglieder an.

### Die Zeit der zwei Weltkriege
Im Ersten Weltkrieg wurde die Teutonia nicht suspendiert, es fielen 23 Mitglieder.
1932 bestand die Altherrenschaft aus 202 Mitgliedern.
Nach 1933 wurde vom NS-Regime immer mehr versucht, die studentischen Korporationen gleich zu schalten. Um einer Eingliederung in den Nationalsozialistischen Deutschen Studentenbund (NSDStB) zu entgehen, wurde am 1. April 1936 beschlossen Teutonia zu suspendieren. Eine gewisse Fortführung der Teutonia kann in der Bildung der Kameradschaft Moltke gesehen werden, die das Vindelikerhaus als Kameradschaftshaus nutze. Innerhalb dieser fanden regelmäßige Treffen zwischen Aktivitas und den Alten Herren statt. Im Zweiten Weltkrieg fielen 43 Mitglieder.

### Nachkriegszeit bis heute
Teutonia rekonstituierte am 12. Juli 1950. In der Nachkriegszeit übernahm sie den Vorsitz des Münchner Interkorporativen Convents und war Präsidierende der Arbeitsgemeinschaft Andernach.
In 1956 wurde das 125. Stiftungsfest gefeiert. Um 1968 wurde auch die Teutonia von der 68er Studentenbewegung mitgerissen und wurde zeitweise als „rote Teutonia“ bezeichnet. Im Zuge dessen wurde in Abstimmung mit den Alten Herren einiges innerhalb der Teutonia geändert.
In 1981 feierte die Teutonia ihr 150. Stiftungsfest und ein Jahr später durfte sie ihren Korporationsverband den Coburger Convent als Präsidium anführen. Das 175. Stiftungsfest wurde 2006 gefeiert.

## Korporationshaus

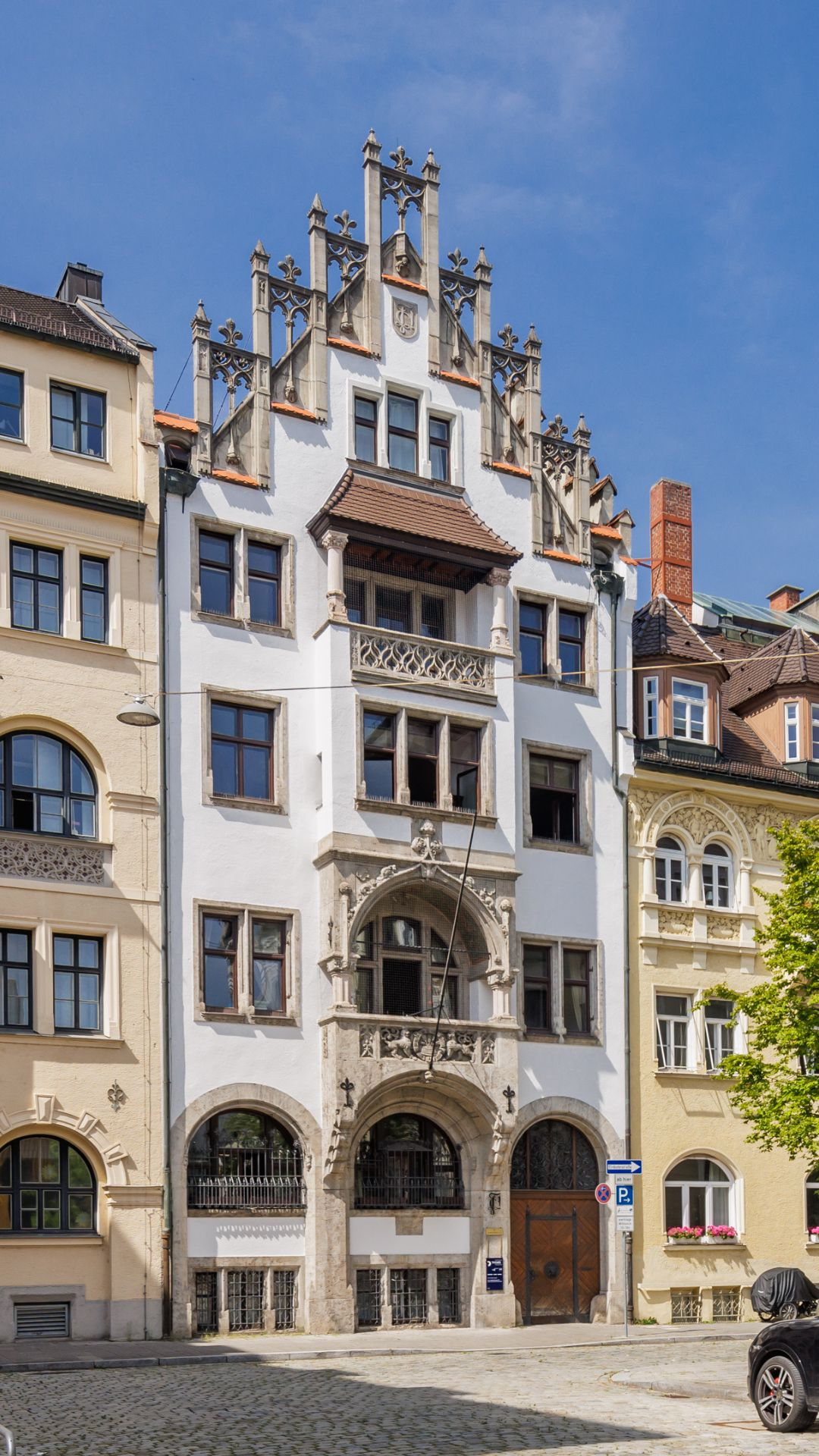
Teutonenhaus in der Richard-Wagner-Straße 7

1919 wurde ein erstes Korporationshaus in der Nymphenburger Straße angemietet. Fünf Jahre später wurde ein eigenes Haus in der Theresienstraße 160 erworben, 1928 folgt ein zweites in der Möhlstraße 28. Die beiden Häuser der Teutonia wurden im Zweiten Weltkrieg zerstört. Daher mussten die mit Hypotheken belasteten Trümmergrundstücke im Anschluss verkauft werden. Eines der Grundstücke wurde von einem Alten Herren der Teutonia erworben, der ein Haus darauf errichtete und es der Teutonia zur Verfügung stellte.
Das heutige Haus in der Richard-Wagner-Straße wurde 1958 erworben.

## Freundschaftsverhältnisse
Teutonia ist Mitglied im Goldenen Kartell des Coburger Convents mit
- Landsmannschaft Pomerania Aachen
- Landsmannschaft Teutonia Bonn
- Landsmannschaft Rhenania zu Jena und Marburg
- Landsmannschaft Ghibellinia Tübingen

## Bekannte Mitglieder
- Johann Andreas Buchner (1783–1852), pharmazeutischer Chemiker auf dem Gebiet der Alkaloide
- Johann Eduard Herberger (1809–1855), Apotheker, Chemiker und Gewerbelehrer
- Ludwig Andreas Buchner (1813–1897), Arzt und Pharmakologe
- Alexander Petter (1832–1905), österreichischer Apotheker und Museumsdirektor
- Theodor Reismann-Grone (1863–1949), Journalist, Politiker (NSDAP), Oberbürgermeister der Stadt Essen